# Åke Munthe
Helge Åke Rudolf W:son Munthe (Jönköping, 7 d'agost de 1859 - Danderyd, Estocolm, 29 de gener de 1933) fou un romanista suec, que va publicar diversos llibres i articles de tema hispànic, particularment sobre l'asturià. Va ser també director de l'institut de comerç Frans Schartau.
Després de fer estudis a les universitats d'Uppsala, Madrid i París, Munthe es va doctorar el 1887 amb la tesi Anteckningar om folkmalet i en trakt af vestra Asturien; els materials per a aquesta tesi els havia recollit sobretot en un viatge fet el 1886 a Cangas del Narcea, que també li forní materials per a una publicació sobre el folklore d'Astúries: Folkpoesi från Asturien (1889; "Poesia popular d'Astúries"). Mantingué una relació d'amistat amb Braulio Vigón, que li proporcionà informacions complementàries per a la seva tesi.
Munthe va ser professor associat d'espanyol i portuguès a la Universitat. De 1890 a 1925 va ser el director de l'Institut de comerç Franz Schartau (Frans Schartaus Praktiska Handelsinstitut) a Estocolm. A més de temes asturians, va publicar també sobre l'espanyol: Kortfattad spansk språklära (3a edició, 1929) i diversos articles de revistes, entre d'altres els publicats a Studier i modern språkvetenskap, revista de la Nyfilologiska sällskapet (Associació de la Nova Filologia) de la qual Munthe va ser un dels fundadors el 1896 i president fins a 1916. Munthe també va publicar sobre llengua sueca Språk och stil i Nysvenska studier i sobre temes econòmics i comercials.
Així mateix va traduir diverses obres de teatre espanyoles al suec; obres del Premi Nobel José Echegaray y Eizaguirre o de Vital Aza ("El sombrero de copa", "Domarens hatt", estrenada el desembre de 1912 al Strindbergs Intima Teater).

## Publicacions d'Åke Munthe
- Anteckningar om folkmalet i en trakt af vestra Asturien (tesi; 1887)
  - Anotaciones sobre el habla popular de una zona del occidente de Asturias. Uviéu: Biblioteca de Filoloxía asturiana, 1987 [traducció a l'espanyol de Anteckningar om folkmalet i en trakt af vestra Asturien, amb motiu del centenari de la publicació]
- Folkpoesi från Asturien (1889)
  - Poesía popular de Asturias. Gijón: Museu del Pueblo d'Asturies, 2014. Traducció de Juaco López Álvarez i Jesús Suárez López
- "Romance de la tierra. Chanson populaire asturienne" en Recueil de mémoires philologiques presenté a M. Gaston Paris par ses élèves suédois (1889)
- Kortfattad spansk språklära [Gramàtica breu espanyola] (1919)
- Spansk läsebok [llibre de lectura per a l'ensenyament de l'espanyol] (1920).